# نواف الفجي
نواف الفجي (30 يناير 1989 -)، ممثل كويتي.

## أعماله

### من المسلسلات
- 2006: صاحبة الأمتياز.
- 2007: الوزيرة.
- 2008: شر النفوس.
- 2009: شر النفوس 2.
- 2011: للحب زمن آخر.
- 2011: بنات سكر نبات.
- 2014: بسمة منال.
- 2018: عمود البيت.
- 2019: أجندة.

### من المسرحيات
- 2008: عايلة ستايل.
- 2011: جزيرة الذهب.

## روابط خارجية
- نواف الفجي على موقع قاعدة بيانات الأفلام العربية